# Kaaka Muttai
Kaaka Muttai (Inglese: The Crow's Egg, "L'uovo del corvo") è un film del 2014 diretto da M. Manikandan.
Prodotto da Dhanush e Vetrimaaran e distribuito dalla Fox Star Studios, vede gli esordienti J. Vignesh e Ramesh nei ruoli principali al fianco di Iyshwarya Rajesh. Le musiche sono stato composte da G V Prakash Kumar.
La storia di Kaaka Muttai ruota attorno a due bambini dei quartieri poveri di Chennai, Tamil Nadu, il cui desiderio è di assaggiare una pizza. Il film ebbe la sua prima mondiale il 5 settembre 2014 al 39º Toronto International Film Festival, venne distribuito il 5 giugno 2015 e ricevette un'acclamazione diffusa per la sua storia e per la performance del cast. Vinse due National Film Awards alla cerimonia del 2015: Miglior film per bambini e Miglior artista bambino (Ramesh e Vignesh).

## Trama
In una piccola casa di cemento e lamiera nei quartieri poveri di Chennai, vivono due giovani fratelli con la loro madre e la loro nonna. Con il padre dei ragazzi in prigione per motivi sconosciuti e con una suocera che invecchia, la madre fa del suo meglio per tenere accesi i fornelli della cucina. I fratelli passano il loro tempo giocando e rubando e divorando uova dai nidi dei corvi. Il loro amore per queste uova li porta a guadagnarsi i soprannomi di "Periya Kaaka Muttai" (Crow's Egg the Elder, il Vecchio uovo di corvo) e "Chinna Kaaka Muttai" (Crow's Egg the Younger, il Giovane uovo di corvo).
I giovani ragazzi pregano costantemente la loro madre e la loro nonna di comprare giocattoli che non possono permettersi, più tardi anche una televisione. Non capiscono ancora che le due donne non possono dar loro tutto ciò che vogliono. Quando finalmente madre e nonna prendono una televisione – un regalo dal governo per i proprietari di una carta annonaria che vivono al di sotto della soglia di povertà – è come l'apertura di un portale. I ragazzi vedono la pubblicità di una pizza in televisione, di cui le immagini fumanti e in slow motion fanno apparire il cibo sconosciuto come manna dal cielo. Nel frattempo una nuova pizzeria apre nel quartiere e l'attore Silambarasan alias Simbu va alla sua inaugurazione. Ricordando il senso di piacere sulla faccia di Simbu quando ha assaggiato la pizza alla pizzeria, i ragazzi in seguito non penseranno a nient'altro che a ricevere il proprio primo assaggio di una pizza.
I fratelli vanno sui binari della ferrovia ogni mattina per raccogliere il carbone che cade dai treni. Vendono il carbone ad un negozio di rottami metallici e, di solito, cedono i proventi alla loro madre, che sta risparmiando per pagare l'avvocato e far uscire di prigione suo marito. Ma una volta conosciuto il costo di una pizza, cominciano a risparmiare soldi per se stessi, mentendo alla loro madre.
I ragazzi riescono ad avere i ₹ 300 necessari per comprare una pizza, ma vengono scacciati dal responsabile della pizzeria dal momento che sono vestiti male. I ragazzi narrano questa storia al loro amico Pazharasam che lavora come guardafili nelle ferrovie. Questi dice loro che la gente dà molta importanza ai vestiti e consiglia di risparmiare per comprare nuovi abiti prima di andare di nuovo in pizzeria.
Mentre stanno mettendo da parte denaro per comprare nuovi vestiti al Chennai Citi Centre, fanno vedere alla nonna il volantino della pizzeria. Lei prova a fare una pizza fatta in casa usando la pastella del dosa come base, ma i ragazzi la deridono e insultano per i suoi tentativi.
Dopo aver finalmente risparmiato abbastanza soldi, riescono a scambiare un paio di vestiti appena comprati da una coppia di ricchi bambini con dei panipuri presi da un venditore ambulante, che erano stati negati a questi dal loro dal padre dal momento che considerava poco igienico quel cibo.
I fratelli felici tornano alla pizzeria nei loro nuovi vestiti. Un altro gruppo di ragazzi dei quartieri poveri che sono invidiosi e scettici riguardo alla storia dei fratelli di andare a mangiare la pizza, li segue per fare un video. I fratelli sono ancora una volta affrontati dal responsabile della pizzeria che li caccia subito di nuovo, mentre i giovani protestano dicendo di avere i soldi e nuovi vestiti. Questa discussione attrae l'attenzione del supervisore della pizzeria che viene fuori e schiaffeggia il fratello maggiore. Questo viene ripreso nel video degli altri ragazzi che ridono all'umiliazione dei fratelli.
I fratelli delusi e tristi ritornano a casa dove sono ulteriormente rattristati dalla vista della loro nonna morta. I fratelli si sentono in colpa per aver insultato la loro nonna poco prima che morisse.
Quando due uomini nel quartiere guardano il video del ragazzo che viene schiaffeggiato, provano a fare soldi minacciando il proprietario della pizzeria vendendo il video ai media. Il proprietario capisce che potrebbe essere arrestato e la sua pizzeria chiusa dal governo, a causa dell'atto del suo supervisore di discriminazione e violenza contro i bambini del quartiere. Offre ad uno degli uomini 100.000 rupie per non rendere il video pubblico. L'uomo accetta, ma il suo socio lo offre ai media sperando di fare un po' di soldi (non sapendo della grande somma offerta). Questo accresce la tensione fra i proprietari della pizzeria che alla fine decidono di scusarsi pubblicamente con i bambini.
I giovani vengono accolti nella pizzeria su un tappeto rosso che ricorda Simbu che veniva accolto all'inaugurazione della pizzeria. Il proprietario inoltre promette loro pizza gratis a vita. Anche se i fratelli cominciano finalmente a gustare la prima pizza, dicono che la pizza con il dosa che la loro nonna aveva fatto prima per loro aveva un sapore migliore.

## Produzione
Il primo aspetto del progetto fu annunciato ai media da Padma il 26 gennaio 2014, che coincideva con il Republic Day, con Dhanush e Vetrimaaran che annunciavano che avrebbero fatto un film per bambini diretto da Manikandan, un ex fotografo per matrimoni, che aveva diretto in precedenza il cortometraggio, Wind (2010), con le musiche di G V Prakash Kumar. Le riprese per il progetto cominciarono alla fine di maggio 2013, con il regista che lasciava intendere che il film sarebbe stato completato rispettando i tempi. Silambarasan accettò di fare un cameo nel film. Si unì al gruppo nel settembre del 2013 per girare scene al fianco di Babu Antony che interpreta un proprietario. I due novizi, Ramesh e Vignesh, vennero scelti per recitare nei ruoli principali insieme a Iyshwarya Rajesh e Ramesh Thilak. Nell'agosto del 2014, venne riportato che il film era stato completato quattro mesi prima.

## Colonna sonora
La musica di Kaaka Muttai venne composta da G. V. Prakash Kumar.

## Distribuzione
Il film fu selezionato per il 39º Toronto International Film Festival (TIFF) dove ebbe la sua prima mondiale il 5 settembre 2014, dove ricevette una standing ovation. Divenne il primo film di debutto di un regista Tamil ad avere la sua prima a Toronto dall'inizio del festival nel 1976. Un recensore dell'Hollywood Reporter chiamò il film un'allegoria per le grandi differenze di classi in India, dove alcune persone traggono profitti da un sistema lasciando poco spazio per l'avanzamento di quelli al di sotto.
Il film venne inoltre proiettato al Festival internazionale del film di Roma, nel 2014, al Dubai International Film Festival, nel 2014, al Brisbane Asia Pacific Film Festival, al Indian Film Festival of Los Angeles (IFFLA), nel 2015, e al Gold Coast Film Festival, nel 2015. I diritti satellitari del film vennero venduti alla STAR Vijay.

## Accoglienza
Kaaka Muttai ricevette ammirazione universale alla sua uscita. Baradwaj Rangan parlò di un "debutto eccezionale" di Manikandan, e aggiunse, "Questo è uno dei debutti più promettenti che abbia mai visto — e merita più di un premio di consolazione ai National Awards...Kaaka Muttai è così piacevole che è facile dimenticare quanto sia triste il contesto di sfondo". Indo-Asian News Service gli diede 5 stelle su 5 e scrisse, "Kaaka Muttai è una piccola gemma che è consigliata vivamente e deve essere celebrata". The Times of India diede al film 4 stelle su 5 e scrisse: "Kaaka Muttai di Manikandan è a più livelli; sulla superficie, è caldo e accogliente — un piacevole film su due bambini e il loro semplice desiderio e la serietà nella regia invita al paragone con film iraniani com I ragazzi del paradiso...c'è comunque una base solida e di tanto in tanto, il film diventa una riflessione sulla divisione delle classi nella nostra società e come viene sfruttato in modo astuto dai politici, un'allegoria degli effetti della globalizzazione e perfino una satira sull'ossessione dei media per il sensazionalismo".  Anche Rediff gli diede 4 su 5, definendolo "un intrattenimento delizioso con un messaggio nascosto", "brillante" e "sicuramente un film da vedere". Firstpost scrisse: "Kaakka Muttai (è) uno dei più affascinanti film che vedrete quest'anno. È girato meravigliosamente, senza far apparire i quartieri bassi o la povertà fotogenici e esotici".
Udhav Naig di The Hindu scrisse: "I film che ricevono premi hanno una reputazione travagliata presso il pubblico cinematografico medio. Questi film vengono etichettati come "intellettuali" e "lenti". Il regista debuttante M Manikandan ...si stacca da questi pregiudizi: Kaaka Muttai è un film molto piacevole, con un riflettore puntato sulla povertà". Sify scrisse: "(È) un film che è una piacevole delizia...tenuto insieme da una sceneggiatura limpida che porta alcune belle sorprese, questo film è leggero, facile e piacevole. Il film funziona perché è intelligente e inflessibile". Deccan Chronicle gli diede 3,5 stelle e scrisse: "con effetti visivi minimi che danno un senso di verosimiglianza, recitazione non teatrale né drammatizzata in modo ovvio, e cosa più importante, con personaggi che portano in vita una sottosezione della popolazione, Kaakka Muttai è sicuro di renderti una persona leggermente migliore di come eri prima, grazie al potere di riflessione del film". Livemint scrisse: "il film ci invita ad ammirare l'ingegnosità dei due fratelli senza renderli oggetto di pietà e sentimentalismo. È il film piacevole più strano che vedrete quest'anno: due bambini in brandelli, che camminano allegramente tra montagne di spazzatura, con le loro teste piene di pizza".

### Incassi
Nei primi due giorni, Kaaka Muttai realizzò ₹ 2.4 crore, che, secondo l'analista di commerci Trinath, fu una cifra "fenomenale", considerato che il film non ha grandi stelle nel cast. Il guadagno nel primo weekend del film fu di ₹ 3.37 crore, e l'incasso della prima settimana al botteghino domestico venne stimato ₹ 7.1 crore. Dopo un giorno, il film guadagnò ₹ 8.6 crore, secondo Taran Adarsh. Nella quarta settimana, il film incassò ₹16 crore ($2.4) rendendolo un grande successo al botteghino.

## Riconoscimenti
- National Film Awards 2015:
  - Best Children's Film
  - Miglior artista bambino a V. Ramesh e J. Vignesh
- Vikatan Award 
  - Best Story - M. Manikandan
  - Best Child Artist - V. Ramesh e J. Vignesh
  - Best Editing - Kishore Te
  - Best Dialogues - Anand Annamalai and Anand Kumaresan
- Indian Film Festival Los Angeles
  - Audience Award for Best Feature[40]
  - Best Actor Award a V. Ramesh e J. Vignesh[40]